# نوكيا 9110 كوميونيكيتور

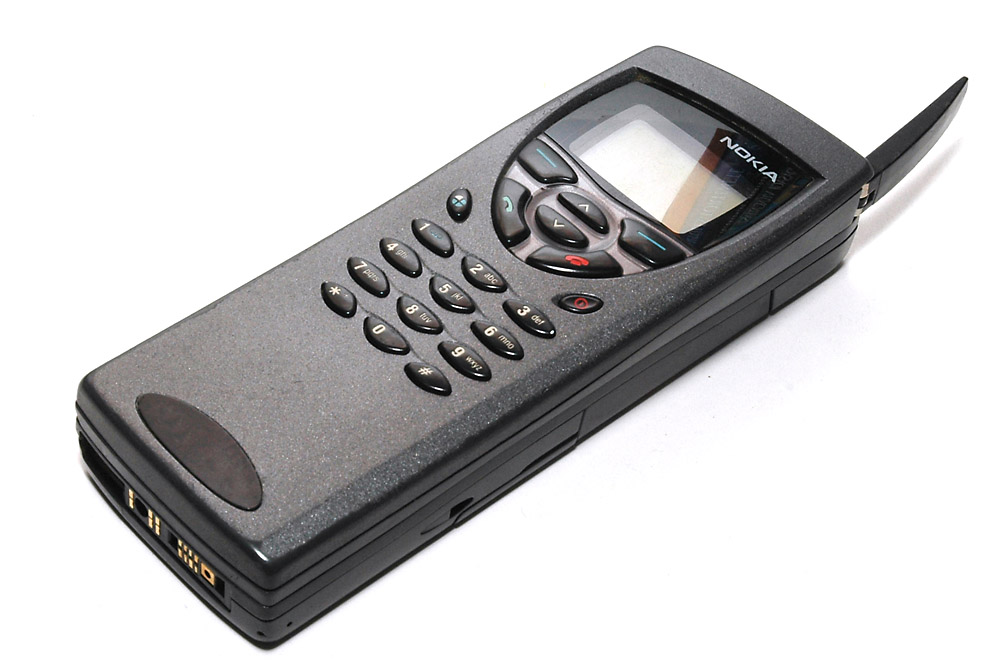
نوكيا 9110 كوميونيكيتور

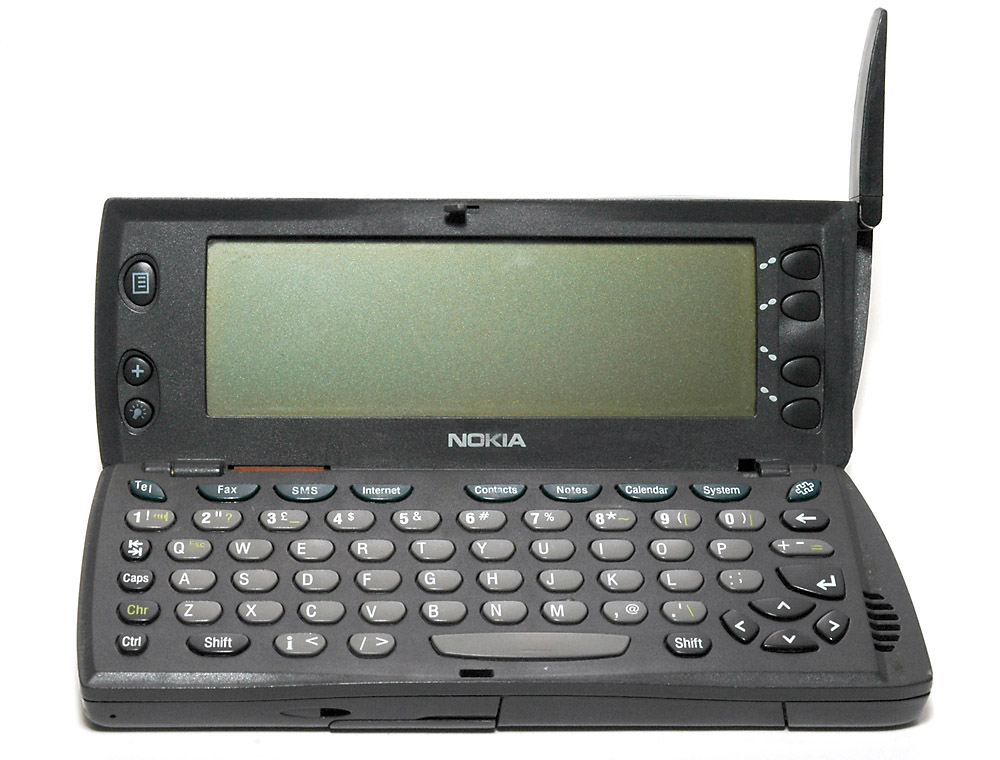
نوكيا 9110 كوميونيكيتور

نوكيا 9110 كوميونيكيتور هو أحد أجهزة نوكيا، شركة الهواتف والتقنية النقالة. يأتي هذا الجهاز مع شاشة نوعها 640 * 200 ذو لون واحد (مونوكروم). تم إصدار هذا الجهاز في 1998. أما بالنسبة لوضعية إنتاجه الحالية فلم يعد يتم إنتاجه. تقنيته/تردده هي النظام العالمي للإتصالات المتنقلة. جيل الجهاز هو DCT3. عامل الشكل (التصميم) للجهاز هو "صدفة المحار.

## نوكيا 9110i كوميونيكيتور
نوكيا 9110i كوميونيكيتور هو إصدار فرعي. يأتي هذا الجهاز مع شاشة نوعها 640 * 200 ذو لون واحد (مونوكروم). تم إصدار هذا الجهاز في 2000. أما بالنسبة لوضعية إنتاجه الحالية فلم يعد يتم إنتاجه. تقنيته/تردده هي النظام العالمي للإتصالات المتنقلة. جيل الجهاز هو DCT3. عامل الشكل (التصميم) للجهاز هو "صدفة المحار.